# Évaillé
Évaillé is een plaats en voormalige gemeente in het Franse departement Sarthe in de regio Pays de la Loire en telt 314 inwoners (1999). De plaats maakt deel uit van het arrondissement Mamers. Évaillé is op 1 januari 2019 gefuseerd met de gemeente Sainte-Osmane tot de gemeente Val-d'Étangson. 

## Geografie
De oppervlakte van Évaillé bedraagt 19,5 km², de bevolkingsdichtheid is 16,1 inwoners per km².
De onderstaande kaart toont de ligging van Évaillé met de belangrijkste infrastructuur en aangrenzende gemeenten.

## Demografie
Onderstaande figuur toont het verloop van het inwonertal (bron: INSEE-tellingen).